# Vitigudino
Vitigudino és un municipi de la província de Salamanca, a la comunitat autònoma de Castella i Lleó. Limita amb els de Yecla de Yeltes, Bermellar, Saldeana i Lumbrales.